# Quiúla-andina
A quiúla-andina (Tinamotis pentlandii) também conhecida como quiúla-da-puna, é uma espécie de ave da família dos inhambus, uma das duas espécies do gênero Tinamotis. Nativa do sul da América do Sul, ocorrendo em altitudes elevadas. O nome binomial da espécie é uma homenagem ao naturalista irlandês Joseph Barclay Pentland (1797-1873). A IUCN lista esta espécie como pouco preocupante.

## Descrição
Mede aproximadamente 41 cm de comprimento. Suas costas são marrons-esverdeadas manchadas de branco, seu peito é cinza-azulado e sua barriga é avermelhada. Sua cabeça é branca com listras pretas que descem até o pescoço, e a garganta é rajada. Os tarsos e o bico são cinzas.

## Distribuição ehabitat
A quiúla-andina habita pastagens e cerrados de alta altitude que variam de 4.000 a 4.700 m em regiões subtropicais e tropicais. Distribui-se pelo Peru, norte da Bolívia, norte do Chile e noroeste da Argentina.